# Joan Hartigan
Joan Marcia Bathurst (6 de junio de 1912 – 31 de agosto de 2000) fue una tenista profesional australiana.

## Biografía

### Primeros años
Joan Marcia Hartigan nació en Sídney, hija de Thomas Joseph Hartigan (1877–1963) e Imelda Josephine.

### Carrera

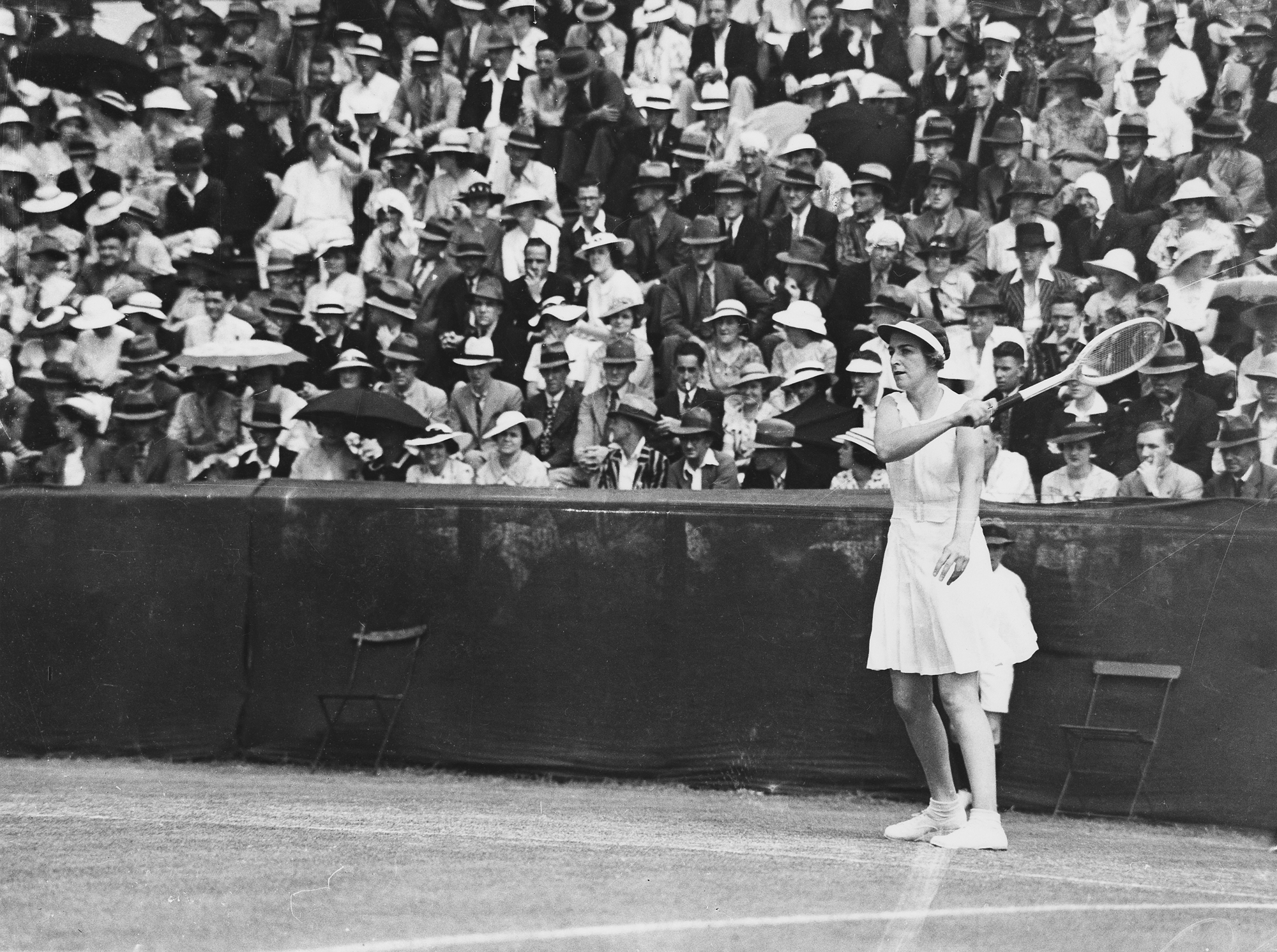
Joan Hartigan en 1936

Bathurst ganó el título de singles en el Australian Open tres veces y fue semifinalista en Wimbledon en 1934 (perdiendo con Helen Jacobs) y en 1935 (perdiendo con Helen Wills Moody). Alcanzó tres veces la final en dobles de los campeonatos australianos, en 1933, 1934 y 1940. Bathurst jugó junto a Edgar Moon para ganar el título de dobles combinado en 1934. De acuerdo al periodista Arthur Wallis Myers del Daily Telegraph, Joan ingresó en el top 10 mundial en 1934 y 1935, alcanzando la posición n.º 8 del mundo en 1934.

## Vida personal
En enero de 1943 se presentó al Ejército Australiano, finalizando su servicio el 1 de septiembre de 1943. En 1946, anunció su compromiso con Hugh Moxon Bathurst de Melbourne, quien eran secretario privado del senador James Fraser. En 1950 la pareja se trasladó a Strathmore, después de vivir en Surrey por tres años. Joan Bathurst murió el 31 de agosto de 2000, y su esposo el 16 de abril de 2001. Su hijo, Tom Bathurst se convirtió en presidente del tribunal supremo de New South Wales.